# Michael Leighton
Michael Leighton (ur. 19 maja 1981 w Petrolia) – kanadyjski hokeista.

## Kariera

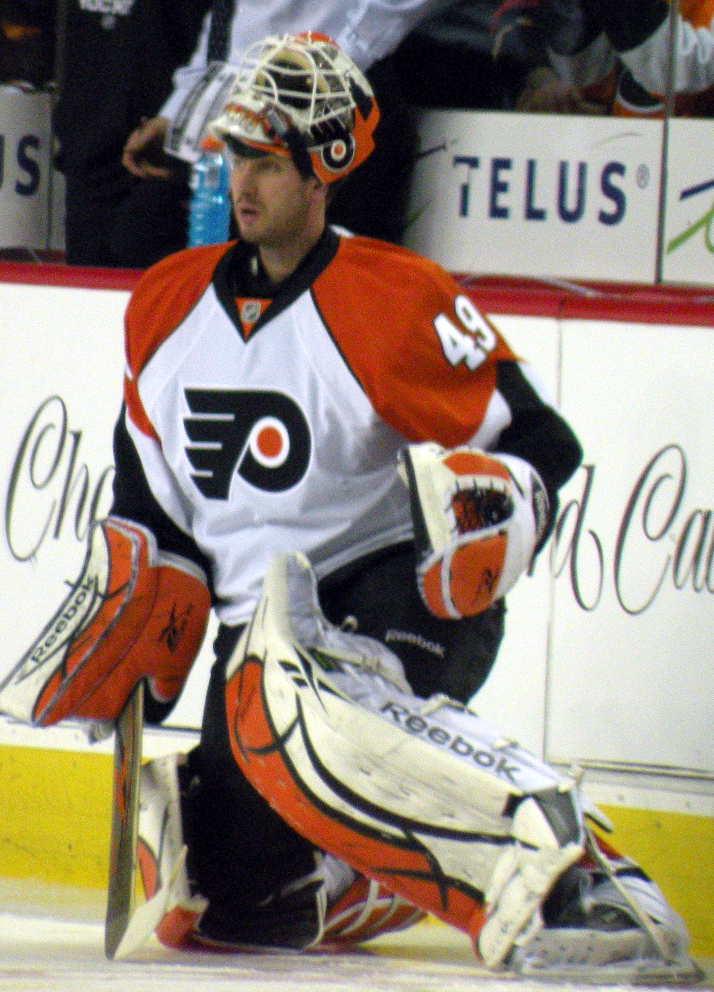
Michael Leighton w barwach Philadelphia Flyers (2010)

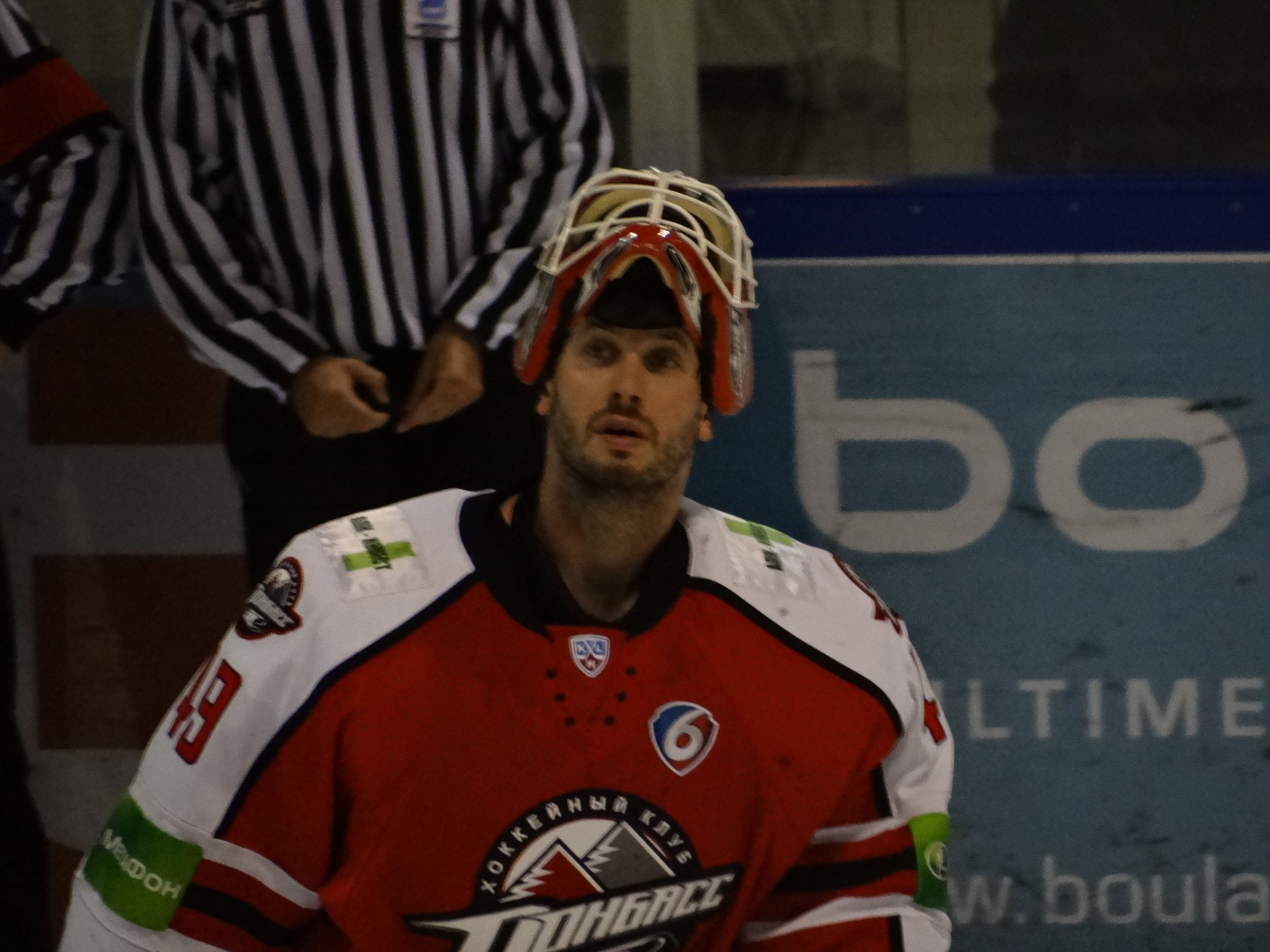
Michael Leighton w barwach Donbasu Donieck (2014)

- Petrolia Jets (1996-1998)
- Windsor Spitfires (1998-2001)
- Norfolk Admirals (2001-2005)
- Chicago Blackhawks (2003-2004)
- Rochester Americans (2005/2006)
- Portland Pirates (2006/2007)
- Nashville Predators (2006/2007)
- Philadelphia Flyers (2006/2007)
- Philadelphia Phantoms (2006/2007)
- Carolina Hurricanes (2008-2010)
- Philadelphia Flyers (2009-2011, 2013)
- Adirondack Phantoms (2010-2013)
- Donbas Donieck (2013-2014)
- Rockford IceHogs (2014-2016)
- Chicago Blackhawks (2015/2016)
- Carolina Hurricanes (2016/2017)
- Charlotte Checkers (2016-2017)
- Syracuse Crunch (2017/2018)
- Chicago Wolves (2017/2018)
- Wilkes-Barre/Scranton Penguins (2017/2018)
- Ontario Reign (2018/2019)
- Utica Comets (2018/2019)

Początkowo rozegrał trzy sezony w kanadyjskich juniorskich rozgrywkach OHL. Potem przez wiele lat występował w rozgrywkach NHL i AHL. W sezonie 2013/2014 był bramkarzem ukraińskiej drużyny Donbas Donieck w rosyjskich rozgrywkach KHL. W październiku 2019 ogłosił zakończenie kariery zawodniczej.

## Sukcesy
Klubowe
- Mistrzostwo dywizji AHL: 2002, 2003 z Norfolk Admirals
- Frank Mathers Trophy: 2002, 2003 z Norfolk Admirals
- Mistrzostwo konferencji NHL: 2010 z Philadelphia Flyers
- Prince of Wales Trophy: 2010 z Philadelphia Flyers
- Finał NHL o Puchar Stanleya: 2010 z Philadelphia Flyers

Indywidualne
- AHL (2001/2002):
  - Najlepszy bramkarz miesiąca – październik 2001
  - Mecz Gwiazd AHL
  - Skład gwiazd pierwszoroczniaków
- AHL (2007/2008):
  - Najlepszy bramkarz tygodnia – 28 października 2007
  - Mecz Gwiazd AHL
  - Pierwsze miejsce w klasyfikacji skuteczności interwencji w sezonie zasadniczym: 93,1%
  - Pierwsze miejsce w klasyfikacji meczów bez straty gola w sezonie zasadniczym: 7
  - Pierwszy skład gwiazd
  - Dudley „Red” Garrett Memorial Award – nagroda dla najlepszego debiutanta
  - Aldege „Baz” Bastien Memorial Award – nagroda dla najlepszego bramkarza
- AHL (2011/2012):
  - Mecz Gwiazd AHL
- AHL (2014/2015):
  - Najlepszy bramkarz miesiąca – styczeń 2015
- AHL (2015/2016):
  - Mecz Gwiazd AHL
  - Najlepszy bramkarz miesiąca – styczeń 2016
- AHL (2016/2017):
  - Mecz Gwiazd AHL
- KHL (2013/2014):
  - Piąte miejsce w klasyfikacji meczów bez straty gola w sezonie zasadniczym: 6